# Kitan Oladapo
Olakitan Oladapo, detto Kitan (West Covina, 10 ottobre 2000), è un giocatore di football americano statunitense che milita nel ruolo di safety per i Green Bay Packers della National Football League (NFL).

## Carriera universitaria
Nella prima stagione a Oregon State nel 2018, Oladapo non disputò alcuna partita. Nel 2019 disputò una sola partita, senza fare registrare alcuna statistiche. Nel 2020 disputò sei partite, mettendo a segno 26 tackle, 2 sack, un passaggio deviato e un fumble forzato. Nell’LA Bowl 2021 fece registrare un intercetto su Cooper Legas nella sconfitta contro Utah State. Nella stagione 2021 salì a 69 placcaggi, un sack, un intercetto e 8 passaggi deviate.
Nel secondo turno della stagione 2022, Oladapo ebbe un primato personale di 15 tackle, oltre a un sack e un passaggio deviato. Per questa prestazione fu premiato come miglior difensore della settimana della Pac-12 Conference. Nell’ultimo turno della stagione regolare migliorò il suo record con 17 tackle nella vittoria a sorpresa su Oregon numero 9 del ranking. Ancora una volta fu premiato come miglior difensore della Pac-12 della settimana. Chiuse l’annata con 80 tackle, 2,5 sack e 6 passaggi deviati. L’Associated Press lo inserì nella formazione ideale della Pac-12. Nel 2023 fu inserito nella seconda formazione ideale della Pac-12.

## Carriera professionistica

### Green Bay Packers
Oladapo fu scelto nel corso del sesto giro (169º assoluto) del Draft NFL 2024 dai Green Bay Packers. Debuttò come professionista subentrando nel primo turno nella sconfitta contro i Philadelphia Eagles per 34-29 alla Corinthias Arena di San Paolo, in Brasile. La sua prima stagione si chiuse con 7 placcaggi in 9 presenze, nessuna delle quali come titolare.